# Албергоњоне (Павија)
Албергоњоне (итал. Albergognone) је насеље у Италији у округу Павија, региону Ломбардија.
Према процени из 2011. у насељу је живело 13 становника. Насеље се налази на надморској висини од 164 м.